# Сосновка (приток Остра)
Сосновка (бел. Сасноўка) — река в Климовичском районе Могилёвской области Белоруссии, левый приток реки Остёр.
Длина реки — 39 км. Площадь водосбора 201 км².
Река берёт начало в болотах в 3 км к западу от деревни Склимин. Течёт на юго-запад, затем поворачивает на запад, север и северо-восток, описывая большую петлю. При длине реки в 39 км исток и устье разделяют по прямой всего 12 км.
Протекает по окраине Оршанско-Могилевской равнины. Долина реки трапециевидная, шириной 0,5-1,5 км. Пойма двухсторонняя, местами чередуется по берегам. Ширина поймы до 200 метров. Русло извилистое, шириной 5-10 м, на протяжении 15 км канализировано. В верховье река пересыхает.
Притоки — Рогожинка (правый), Церковка, Сосновица (левые).
Река протекает деревни Лытковка, Коноховка, Зимницы, Свирель, Свищево, Борисовка, Домамеричи, Полошково, Хотовиж. У деревни Коноховка на реке запруда. В среднем течении протекает в километре от северо-восточных окраин города Климовичи.
Впадает в Остёр на южной окраине деревни Ходунь. В нижнем течении ширина реки около 10 метров, скорость 0,2 м/с.